# 鴛鴦鉞

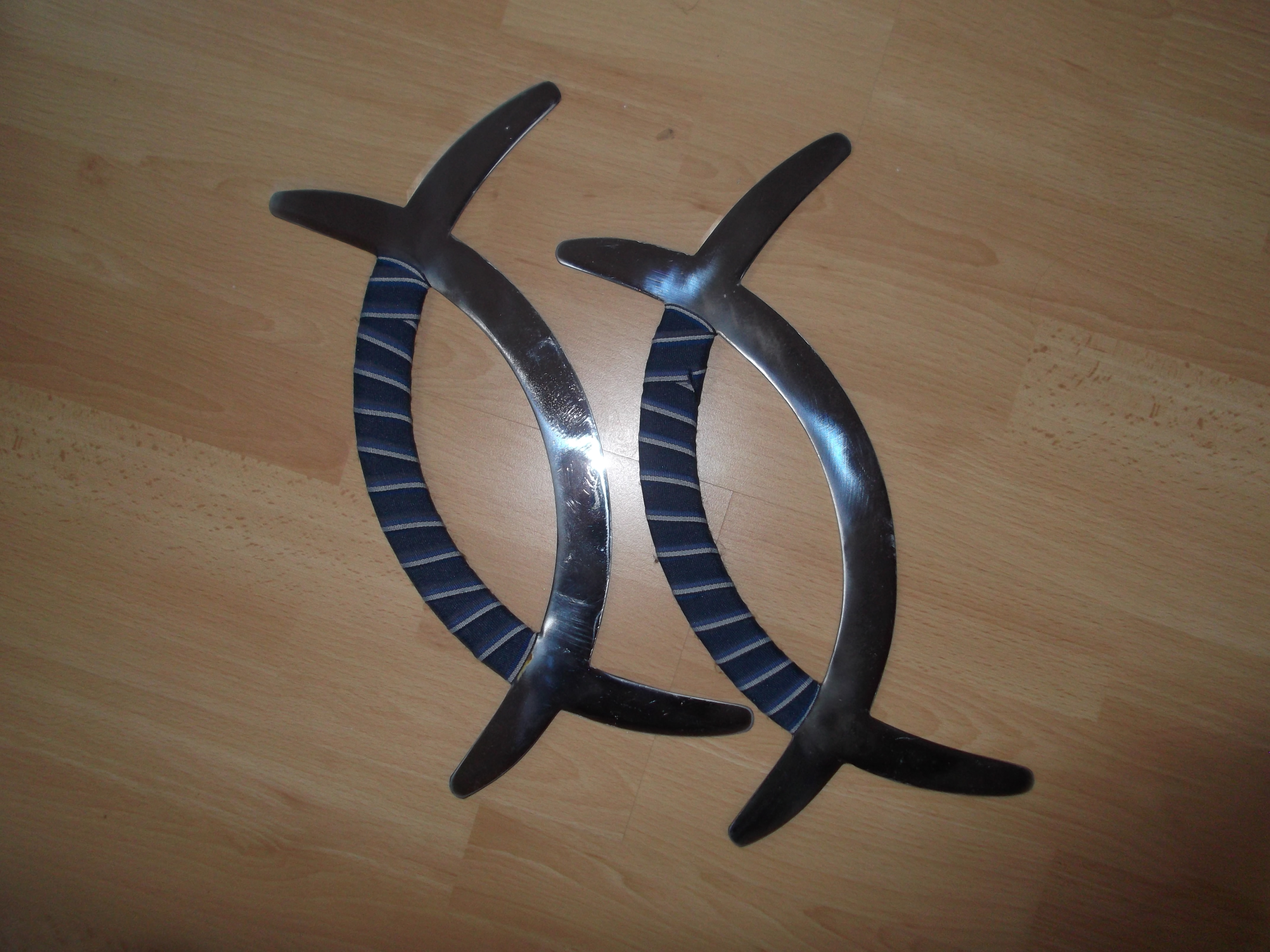
鴛鴦鉞

鴛鴦鉞（えんおうえつ、ユワン・ワン・ユエ）は中国武術に用いる武器である。子午鴛鴦鉞（しごえんおうえつ）、子母鴛鴦鉞（しぼえんおうえつ）、日月孤影剣（にちげつこえいけん）、鹿角刀（ろっかくとう）などの呼び名がある。拳法の技術を応用する格闘武器であり、2本の鴛鴦鉞を両手で使用するのが主流である。

## 概要

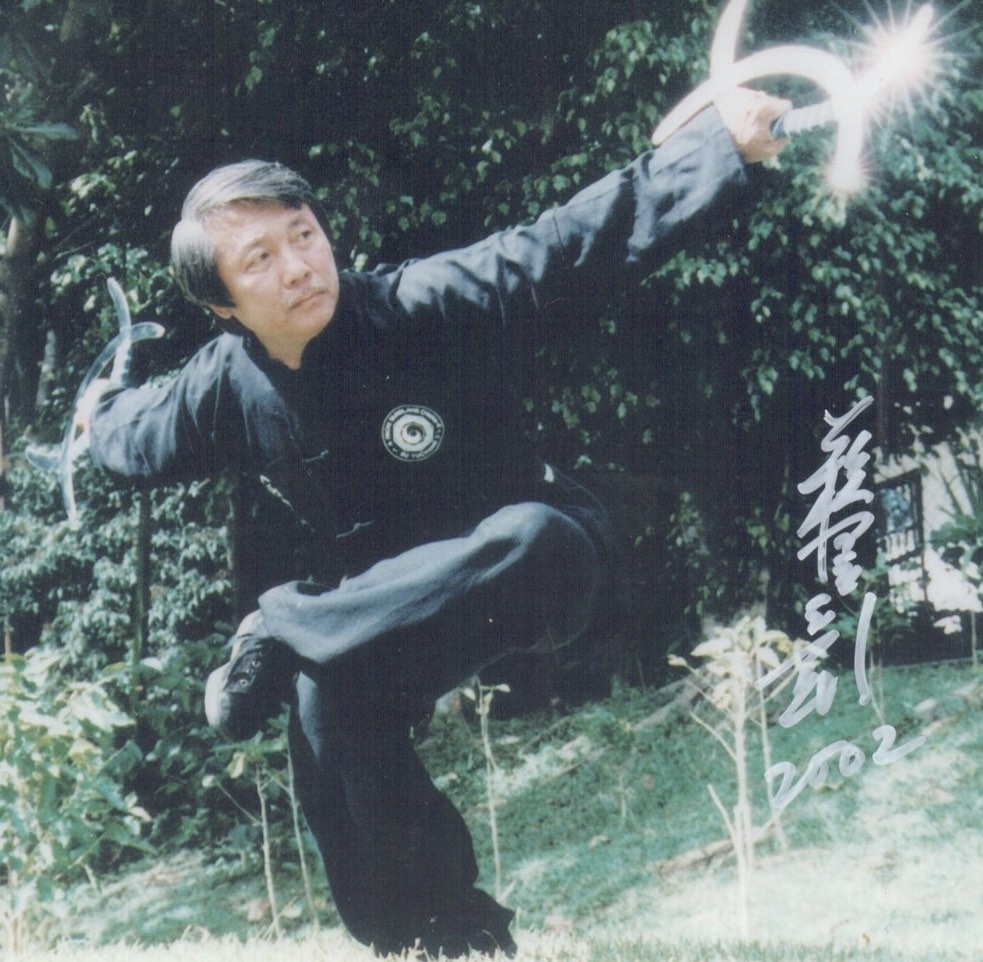
鴛鴦鉞を構える蘇昱彰

一般的な鴛鴦鉞の全長は約50センチメートルほど。2本の月牙と呼ばれる三日月状の刃を交差させた形状をしており、中心に布を巻いて握り手としている。両端に突き出た突起に刃がついている。両端の長さは均一の物もあれば、親指側の外向き1角のみ長い物もある。「鉞」（まさかり）と名が付いているが、その使用方法は圈に近く、拳術の動作をそのまま用いる。
様々な流派で用いられる鴛鴦鉞は様々なバリエーションがあり、圈との混同もある。鶏爪鴛鴦鉞（けいそうえんおうえつ）は鴛鴦鉞と圈の機能を組み合わせた武器で、同じ鴛鴦鉞の名ながら、外見は圈の握り手の両端から蛇行した刃が突き出るという奇抜な形状をしている。これとは別に、長さ40～50センチメートルほどある両端が尖った槍状の鉄板に月牙を備えた武器も鶏爪鴛鴦鉞と呼ばれている。それぞれ、前者は風火輪（ふうかりん）、後者は月牙刺（げつがし）とも呼ばれ、用語の区分ははっきりしていない。
拳に道具をはめて破壊力を高めようという発想は拳法の発達とともに編み出されたと推測できる。明代に編纂された類書『三才図会』にも、ナックルダスターのような「鉄拳」が紹介されている。
鴛鴦鉞が中国武術の武器として定着したのは、八卦掌の達人として名高い清代の拳法家、董海川が愛用したことが大きい。一説には董海川が発明したとされている。現在では八卦掌のみならず、少林拳などでも用いられている。

## フィクションでの鴛鴦鉞

### ゲーム
『真・三國無双7』
ダウンロードコンテンツの武器として登場。『真・三國無双7 Empires』より練師の武器となる。